# Galeazzo Flavio Capella
Galeazzo Flavio Capella (* 7. Mai 1487 in Mailand; † 23. Februar 1537 ebenda) war ein italienischer Schriftsteller und Staatsmann.
Capella war Minister und diplomatischer Agent des Herzogs von Mailand, Francesco II. Sforza.

## Werke
- Commentarii Galeacii Capellae de rebus gestis pro restitutione Francisci II. Mediolane[n]sium Ducis / nuper ab ipso auctore recogniti, & antea impressis emendatiores. Hagenau 1535. Mikrofiche-Ausgabe München 1991.
- Commentarii Galeacii Capellae de rebus gestis pro Restitutione Francisci Sfortiae II., Mediolani Ducis.
  - Commentarii di M. Galeazzo Capella delle cose fatte per la restituzione di Francesco Sforza Secondo duca di Milano: trad. di Latino in ling. Toscana. Venedig 1539.
  - Historia Galeatij Capelle, wie der Hertzog zu Meiland Frannziskus wider eingesetzt ist.... / verdeudschet durch Wencelaum Linken. Mit einer Vorrede Martin Luthers. Wittenberg 1538.
  - Beschribung und Geschicht deß Meylandischen Kriegß : der vom 21. biß inn das 30., fast by 10 Jar lang geweret hat ... / durch Galeatium Capellam beschriben und durch Wencelaum Lincken vertütschet. Mit Vorrede Martin Luthers. Bern 1539.
  - Beschribung vnd Geschicht deß Meylandischen Kriegß, der vom ein und zwentzigsten biß inn das dryßigest, fast by zechen Jar lang geweret hat. Bern: Apiarius, 1539.

Eine Fortsetzung davon ist
- Historia Cisalpina. Erycius Puteanus.Puteanus, Erycius 1574–1646, Mailand 1629.
- Eryci[i] Pvteani Historiae Cisalpinae Libri Dvo : Res potissimm circa Lacvm Larivm à Io. Iacobo Medicaeo gestae

Verfasser: Puteanus, Erycius ; Capella, Galeazzo Flavio
Beigefügtes Werk: Accedit Galeati[i] Capellae De Bello Mußiano Liber, hactenus non editus. Frankfurt 1617
- L’Anthropologia (Venedig 1531 und 1539)